# Тарасовка (Новгородковская поселковая община)
Тара́совка (укр. Тарасівка) — село в Новгородковской поселковой общине Кропивницкого района Кировоградской области Украины.
До 2020 года входило в Новгородковский район
Население по переписи 2001 года составляло 574 человека. Почтовый индекс — 28214. Телефонный код — 5241. Код КОАТУУ — 3523486901.